# Arrade monaeses
Arrade monaeses är en fjärilsart som beskrevs av William Schaus 1913. Arrade monaeses ingår i släktet Arrade och familjen nattflyn. Inga underarter finns listade i Catalogue of Life.